# Bogle (cráter de Puck)
Bogle es un cráter de impacto en Puck, una luna de Urano. El nombre del cráter fue aprobado por la IAU en honor a Bogle, un espíritu travieso escocés. Fue descubierto en 1988 por la Voyager 2 junto a los otros 2 cráteres de la luna: Butz y Lob. Tiene aproximadamente 45 kilómetros de diámetro.